# André Gabriel
Pour les articles homonymes, voir Gabriel.
André Gabriel est un musicien, ethnomusicologue, collectionneur et tambourinaire français.
Il est engagé dans la reconnaissance et la mise en valeur des instruments de musique traditionnelle du monde entier, qu'il présente dans de nombreuses expositions et concerts, ainsi que celles des instruments provençaux (galoubet et tambourin). Il collectionne plus de 3000 instruments de musique, dont au moins 60 tambourins , et joue de plus de 80 instruments différents. Il est également carillonneur.

## Biographie

### Origines, formation, personnalité
Né à Marseille, André Gabriel est le fils d'un architecte. 
Il entreprend des études de philosophie, puis de musicologie à l'université d'Aix-Marseille. Après des études de violon au conservatoire de Marseille, il est lauréat de médailles d'or en alto, musique de chambre et histoire de la musique. Il étudie le galoubet-tambourin avec Maurice Maréchal et Maurice Guis, obtenant le troisième degré de la Fédération folklorique méditerranéenne en 1979, puis une première médaille au conservatoire d'Aix en Provence pour ces instruments en 1981.
C'est un musicien connu pour sa personnalité originale et fantasque, passionné par les musiques traditionnelles, la musique baroque et la musique provençale qu'il fait coexister dans des concerts ou des expositions,,.

## Carrière musicale

### Enseignement
Titulaire du certificat d'aptitude (CA) à l'enseignement des musiques traditionnelles en 1987, André Gabriel crée la première classe de musiques traditionnelles du Conservatoire Pierre Barbizet à Marseille .
Il enseigne pendant toute sa carrière dans ce conservatoire, mais aussi  à l'Institut d’Enseignement Supérieur de la Musique – Europe et Méditerranée (IESM) d'Aix-en-Provence et à l'ENM d'Avignon à partir de 1981. Dans cette dernière ville, il est également chargé de cours à l'Université de Vaucluse pendant dix ans.

### Concerts
Il joue dans plusieurs duos,  par exemple les Festes galantes et champêtres (avec la claveciniste Isabelle Servant) et Calendau (avec le chanteur Marc Filograsso), mais aussi avec la pianiste Marie-France Arakélian, la claveciniste Brigitte Tramier, la harpiste Mathilde Giraud, et l'organiste Hélène Andreozzi,,,,,,,.
Il participe à l'ensemble les  Tambourins de Provence, ainsi qu'aux  Musiciens de Provence, avec lesquels il réalise une dizaine d'enregistrements pour le label  Arion.
Enfin, il est invité par Les Arts florissants pour des enregistrements des Fêtes d'Hébé, des  Indes galantes, et des Paladins de Rameau.

### Prix internationaux
Il est lauréat de plusieurs concours internationaux :
- Premier Prix du Concours International d'Instruments Traditionnels solistes de Roodepoort (Afrique du Sud, 1987) ;
- Premier Prix du Concours International d'Instruments Traditionnels solistes de Llangollen (Pays de Galles, 1990) ;
- Prix d'honneur au Concours International de Musique Gil Graven ;
- Prix spécial du jury au 4e Concours International Biennale de Musique de Chambre de Paris (U.F.A.M.).

### Organologie
Il collectionne plus de 3000 instruments de musique, dont au moins 60 tambourins provençaux et objets sonores du monde entier. Il est également carillonneur.

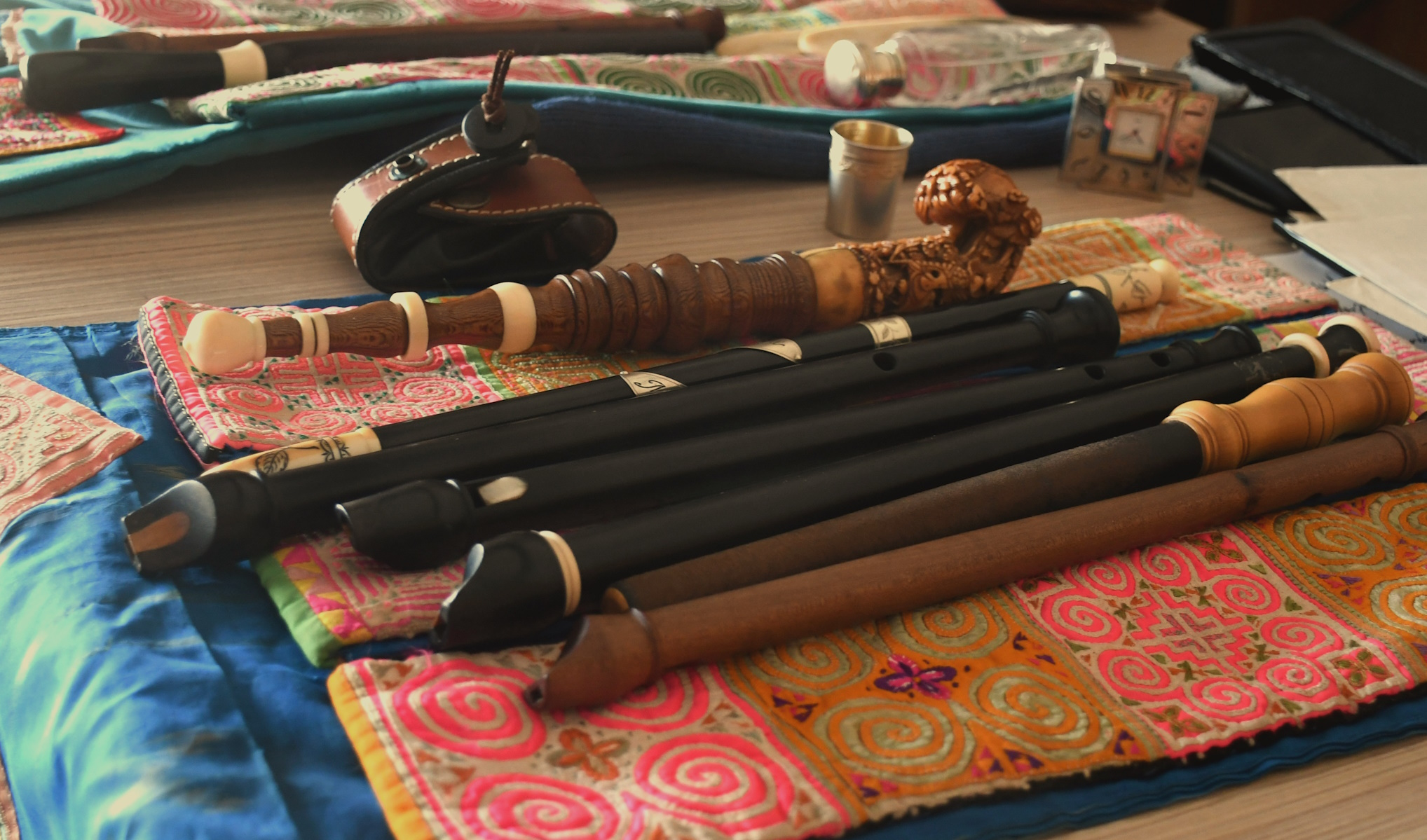
Du plus près au plus loin: galoubet en ut, batte de tambourin à cordes, galoubet en si (diapason la = 440Hz), galoubet en si traditionnel dit "Saint-Barnabé"(diapason la = 415Hz), deux massettes. Collection André Gabriel. Facteur des galoubets : Gérard Superbe.

Il possède également 2000 santons musiciens et figurines musicales

## Activités culturelles
Membre du Félibrige depuis 1984, il est majoral depuis 2006, comme détenteur de la Cigale de Lar. Il est  secrétaire général de cette association (ou baile) de 2012 à 2022,.
Dans ses concerts ou enregistrements, en musique de chambre ou avec le groupe des Musiciens de Provence, il interprète de nombreux morceaux ou chants anciens de Provence, comme ceux des Chants populaires de la Provence, collectés par Damase Arbaud, les noëls de Nicolas Saboly ou les noëls de Notre-Dame des Doms (Avignon).
Il reçoit le prix Vouland de la vocation provençale en 1981, puis le prix Saboly de la ville de Monteux en 2012.
En 2023, il est élu membre de l'Académie de Marseille au fauteuil XXXII.
Il devient président des Amis de Jean-Pierre Claris de Florian en 2024.
Il collectionne des théières, bouilloires et fontaines à eau en argent, bronze, laiton étain, porcelaine, jadéite et terre cuite.

## Discographie
En solo ou en musique de chambre 
- Sur la musette, avec Françoise Bois Poteur à la vielle à roue (Pierre Vérany, 1988, PV.788052)[31],[32],[33].
- Le galoubet-tambourin – Musique d’hier et d’aujourd’hui. France-Provence, produit par Ocora-Radio France, distribué par Harmonia Mundi (1995)[34].
- L’art du galoubet-tambourin provençal. Arion, 1998[35].

Avec les Musiciens de Provence :
- vol. II : Art des flûtes provençales : Michael Praetorius, Étienne Du Tertre, André-Ernest-Modeste Grétry, Damase Arbaud… (1974, Arion ARN 48110)[36] (OCLC 762772478).
- Vol. III : Musique du Moyen Âge et de la Renaissance : Instruments Anciens (1975, LP Arion ARN 34370)[37].
- Vol. IV : Musique du Moyen Âge et de la Renaissance : instruments anciens (1977, LP Arion ARN 34370)[38].
- Vol. V : Danses du XVIe au XVIIIe siècle (1978, Arion)[39] (OCLC 762772478)
- vol. VI : L’Art des flûtes provençales (1980, LP Arion ARN 36516)[40] (OCLC 29214520).
- Musique du Moyen Âge au XVIIIe siècle (coffret de trois disques, Arion ARN 334022)[41].
- Art du psalterion : Guillaume de Machaut ; Claude Gervaise ; Guiraut Riquier ; Giovanni Giacomo Gastoldi ; Bernart de Ventadorn (1981, Arion) (OCLC 602960045).
- Noël Provençal, musiques et chants traditionnels d'hier à aujourd'hui - René Sette, chant ; Patrick Vaillant, mandoline (1976, LP Arion ARN 34348 / CD Agence régionale de coordination artistique et de développement) (OCLC 658340237).
- Musiciens de Provence : Moniot, de Paris ; Beatritz de Dia ; Gautier de Coinci ; August Nörmiger ; Pierre Attaingnant (OCLC 603660446).
- Noëls de France : l'âme de la tradition : Auvergne, Corse, Normandie - avec orchestre de « Contredanse », les joyeux de Provence (Arion ARN 58381) (OCLC 658843802).
- Noël latin : Marc-Antoine Charpentier ; Antoine Busnois ; Guillaume Bouzignac - dir. Paul Colléaux (Origins OR55400503) (OCLC 659133177).
- Les Saisons du Roy René (avec les Baladins).
- Les Jeux de la Fête-Dieu d’Aix en Provence : Marin Mersenne, Étienne du Tertre, Jehan Chardavoine (1983, Arion ARN 4036768) (BNF 38414990).

 En solo avec un orchestre baroque
- Les Fêtes d'Hébé de Rameau avec William Christie (Erato, 1996).

## Films documentaires
- André Gabriel: documentaire de Fabienne Verpalen, Frank Buschardt et Henri Séqueira, 1998 (voir en ligne).
- Jean-Philippe Rameau :Les Indes Galantes,Les Paladins. Les Arts Florissants (direction : William Christie) 2005 – DVD – 244 minutes – Opus Arte.
- L‘Aventure du souffle – CRDP de Nice.
- Musiques au pays des cigales – DVD - Editions Lugdivine 2007 (Réalisation : Patrick Kersalé).

## Ouvrages
- Lausenjo di valour felibrenco, Aix-en-Provence, Félibrige, 2007 (lire en ligne).
- Hymne à la Musique. Voyage autour des instruments de musique du monde . Fondation Regards de Provence - Château Borély – Marseille (2004)[42],[43].
- Les instruments anciens, avec Marie-Josée Morbelli (1979)[44]